# Thienemannimyia choumara
Thienemannimyia choumara är en tvåvingeart som beskrevs av Herndon Glenn Dowling, Jr. 1983. Thienemannimyia choumara ingår i släktet Thienemannimyia och familjen fjädermyggor. Inga underarter finns listade i Catalogue of Life.